# Г'юстон-стріт (Саванна, Джорджія)
Г'юстон-стріт — відома вулиця в Саванні, штат Джорджія, США. Розташована між Прайс-стріт на заході та Іст-Брод-стріт на сході, вона проходить приблизно 0,44 милі (0,71 км) від Іст- Бей-стріт на півночі до Іст- Ліберті-стріт на півдні. Вулиця названа на честь видатного уродженця Джорджії, одного з батьків-засновників США Вільяма Г'юстона, портрет якого висить у ротонді міської ради Саванни. Вулиця проходить через історичний район Савани, національний історичний район.
Г'юстон-стріт огинає чотири з 22 площ Саванни. Це (з півночі на південь):
- Площа Вашингтона
- Ґрін-сквер
- Кроуфорд-сквер
- Вайтфілд-сквер

## Визначні будівлі та споруди

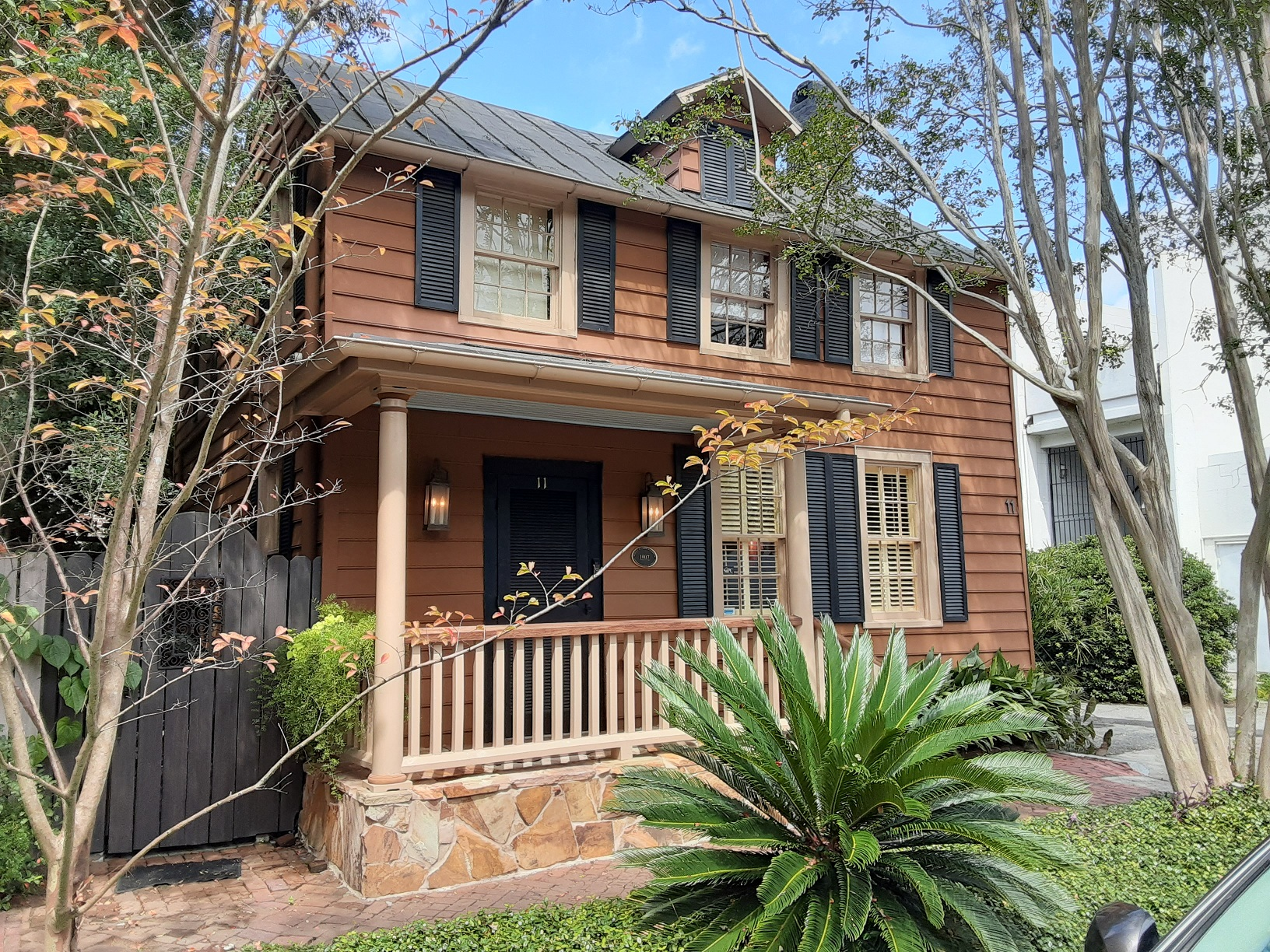
Будинок Джозефа Вілкінсона, Г'юстон-стріт, 11 (1807)

Нижче наведено вибірково відому будівлі і споруди на Г'юстон-стріт, усі в історичному районі Саванни. З півночі на південь: 
- 601 East Bay Street (має вхід на Г'юстон-стріт) (1860)
- Будинок Джозефа Вілкінсона, Г'юстон-стріт, 11 (1807)
- Власність Морті Дорґана, Г'юстон-стріт, 20 (1853)
- Будинок Саймона Міро, Г'юстон-стріт, 21 (1852)
- Будинок Йоахіма Гартстена, 23 Г'юстон-стріт (приблизно 1803)
- Власність Кетрін Маккарті, 26–30 Г'юстон-стріт (1887)
- Laurence Dunn Property (I), 31–33 Г'юстон-стріт (1875)
- Laurence Dunn Property (II), 35–37 Г'юстон-стріт (1872)
- Будинок Джеймса Кінга, Г'юстон-стріт, 113 (1854)
- Будинок Генрі Каннінґема, 117–119 Г'юстон-стріт (до 1810 р.)
- Друга африканська баптистська церква, 123 Г'юстон-стріт (1926)
- 124 Г'юстон-стріт (1814–1816)
- Будинок Джеремії Мерфі, Г'юстон-стріт, 129 (1904)
- 131 Г'юстон-стріт (1807)
- 134–142 Г'юстон-стріт (приблизно 1926) – колишній безкоштовний дитячий садок
- 216–222 Г'юстон-стріт (1910)
- Власність Джона Такера, 224 Г'юстон-стріт (1850)